# Fischer József (építész, 1873–1942)

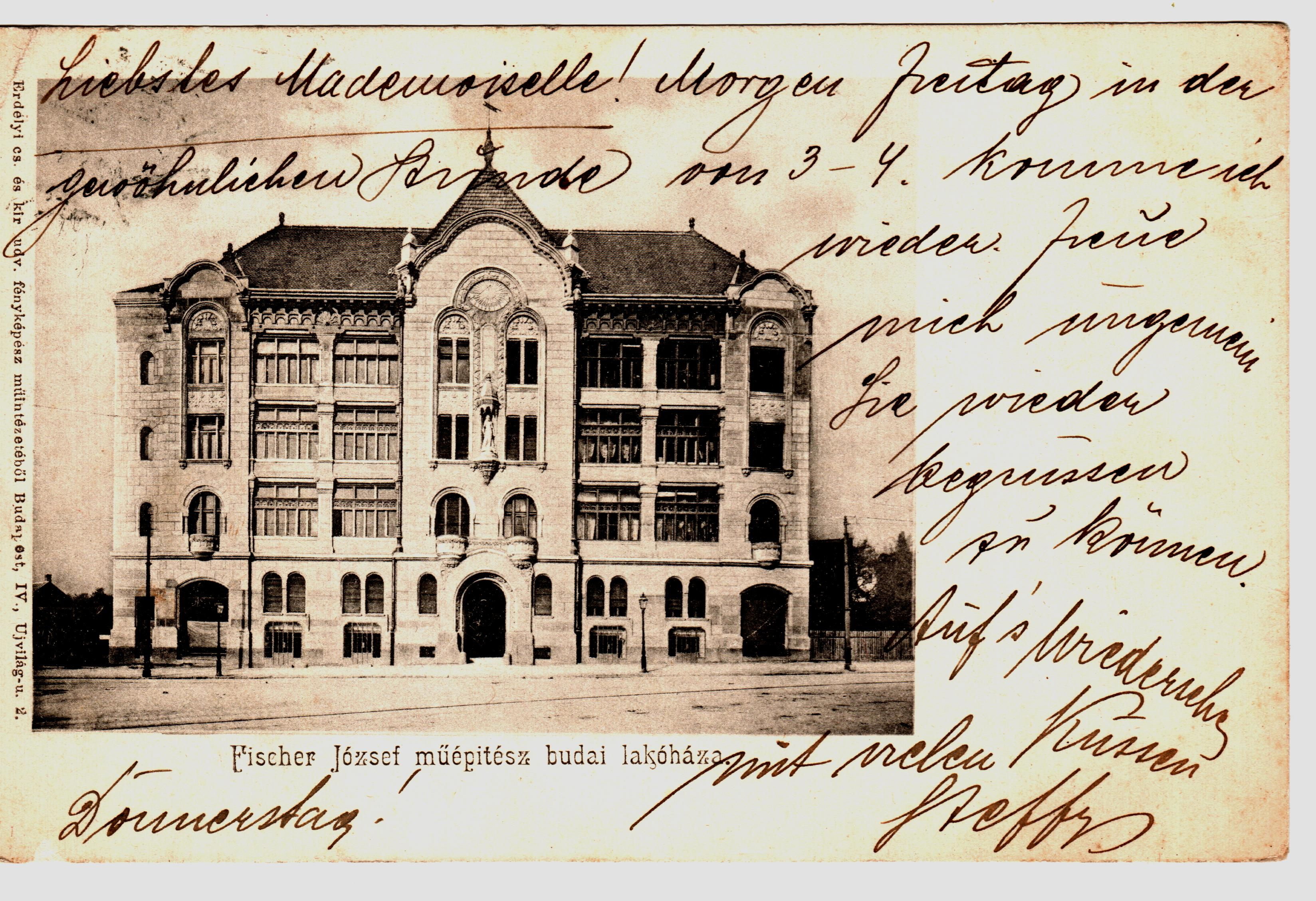
Budai historizáló stílusú bérháza, amely elkészültekor, 1902-ben a Fehérvári (később Horthy Miklós) út 51. sz., ma Móricz Zsigmond körtér 2. sz. alatt fennmaradt épület

Lágymányosi Fischer József Antal (Bruck, Alsó Ausztria, 1873. február 11. – Budapest, 1942. október 11.) építőmester, műépítész, királyi tanácsos. A lágymányosi melléknevet a szakmai utókor ragasztotta rá, hogy megkülönböztesse azonos nevű, de fiatalabb építész kortársától Fischer Józseftől.

## Élete
Fischer János és Krammer Amália fia. Budapesten az állami felső építő ipariskolában szerzett építőmesteri képesítést (1889–1893), 1897-ben tette le az építőmesteri vizsgát, majd Párizsban az École nationale supérieure des Beaux-Arts-ban folytatta tanulmányait (1897–1900) Jean-Louis Pascalnál. Az 1900-as párizsi világkiállításon a magyar kormánybizottság tagja volt, és néhány kiállítási csoport megtervezéséért a franciáktól az Officier d’Académie kitüntetést kapta. Fittler Kamillal és Maróti Gézával készítették az 1906-os milánói kiállítás magyar pavilonját, melyért a Ferenc József rend lovagkeresztje elismerést kapta. 1908-ban a londoni építészeti kiállításon, 1910-ben pedig a bécsi nemzetközi vadászati kiállításon aratott sikert magyar pavilonjával, utóbbiért elismerésképpen királyi tanácsossá nevezte ki az uralkodó. Számos bel- és külföldi tervpályázaton indult, ahol több díjat nyert. A milánói Brera Akadémia tagja volt. 1903 és 1905 között Gondos Izidorral volt társas viszonyban, majd 1905 és 1912 között Detoma Alfonzzal társult. Mindkét cégnek Fischer lakásán működött az irodája 1910-ig a Fehérvári út 51. (ma Móricz Zsigmond körtér 2.), utána az Átlós út 8. (ma Kosztolányi Dezső tér 12.) szám alatt. A Fischer és Detoma cég szinte kizárólag Lágymányoson tervezett és kivitelezett épületeket, elsőként valósítottak meg keretbeépítés lakótömböt és elsőként kezdeményezték a szövetkezeti társasházak építését is. Fischer a cég megszűnése után építőmesteri engedélyét visszaadta és már csak tervezéssel foglalkozott.
A pesti Belvárosban a Haris köz folytatásaként 1914-ben, a Belvárosi Házépítő Rt. részére a Pilvax közben négy, egész utcát felölelő üzletekkel kombinált lakóházat tervezett. Lágymányos fejlesztése az 1920-as években is szívügye volt, korábbiaknál jóval nagyobb, egész telektömböt felölelő társasházakat tervezett, melyeknek összetett (ún. meanderes) alaprajza volt, annak érdekében, hogy elkerülje zárt belsőudvari szárnyak keletkezését. A hangsúly az alaprajzon volt, az udvarokkal és zárterkélyekkel mozgalmassá tett homlokzatokat kevés, visszafogott díszekkel tervezte: "Új Otthon" társasházak (Zenta utca, 1., 3., 5.), „Mérnökök Háza” társasház (Budafoki út 17.), "Budai Otthon" társasházak (Vak Bottyán utca 1., 3., 5.) Utolsó jelentősebb megépült lakóháza a Dob utca–Károly körút sarkán álló Diána-ház (kis lőtoronnyal a tetején).
Első felesége Bokor József nevelt lánya, Olga Glimming volt. Második felesége, Jasper Margit házasságuk után nem sokkal elhunyt, így harmadszor is nősült, utolsó felesége Páncz Amália volt. 69. életévében hunyt el Budapesten, halálát szívelégtelenség okozta. Sírja a Farkasréti temetőben található.
Fischer József élete során mintegy 25 lakóházat tervezett.

## Ismert épületei

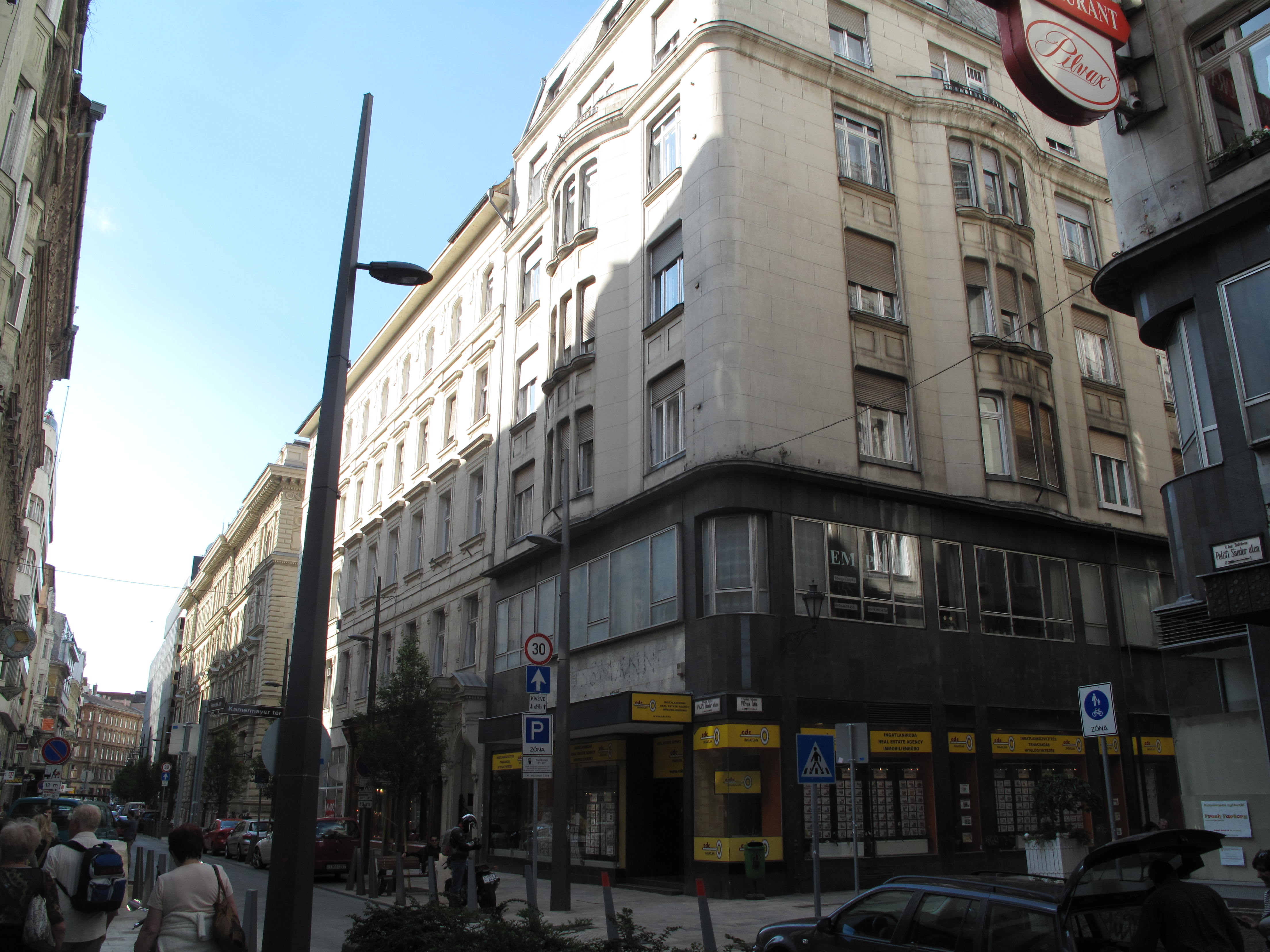
Az egyik Pilvax-ház

- 1901–1902 Fischer-ház, 1114 Budapest, Móricz Zsigmond körtér 2.[12]
- 1903–1904 Staffenberger-ház, 1052 Budapest, Piarista utca 6. (Scheer Izidorral)[13]
- 1903–1904 Finger-ház, 1065 Budapest, Hajós utca 41. (Scheer Izidorral)[14]
- 1905–1906 Strelinger-ház, 1113 Budapest, Bartók Béla út 33. (Detoma Alfonzzal)[15]
- 1905–1906 Bartolotti-ház, 1114 Budapest, Móricz Zsigmond körtér 1. (Detoma Alfonzzal)[16]
- 1907 Országos Tisztviselő Szövetség társasháza, 1114 Budapest, Villányi út 4. (Detoma Alfonzzal)[17]
- 1908 Országos Tisztviselő Szövetség társasháza, 1113 Budapest, Bartók Béla út 53. (Detoma Alfonzzal)[18]
- 1909–1910 Fischer és Detoma szövetkezeti társasháza, 1114 Budapest, Fadrusz utca 5. (Detoma Alfonzzal)[19]
- 1909–1910 Fischer és Detoma szövetkezeti társasháza, 1114 Budapest, Bocskay út 23–25. (Detoma Alfonzzal)[20]
- 1909–1910 Bartolotti-Detoma-ház, 1113 Budapest, Bartók Béla út 49. (Detoma Alfonzzal)[21]
- 1911–1912 Ripka-villa, 1016 Budapest, Gellérthegy utca 13. (Detoma Alfonzzal)[22]
- 1913-1914 báró brassói Szterényi József villájának emeletráépítése (Bródy villa), 1121 Budapest, Művész út 2.[23]
- 1914–1915 Belvárosi Házépítő rt. bérházai, 1052 Budapest, Pilvax köz 1–3. és 2–4.[24]
- 1926–27 tisztviselői bérházak, 1137 Budapest, Radnóti Miklós utca 24–26. (Mueller Félixxel)[25]
- 1926–1928 „Új Otthon” társasházak, Zenta utca 1–3–5. – Bartók Béla utca 22. – Budafoki út 19.[26][27][28]
- 1927–1928 „Mérnökök Háza” társasház, 1111 Budapest, Budafoki út 17–19.[29][30]
- 1928 „Budai Otthon” társasház, 1111 Budapest, Lágymányosi utca 15. – Vak Bottyán utca 1–3–5. – Karinthy Frigyes utca 22.[31]
- 1929 Diána-ház, Károly körút 5. – Dob utca 2.

Tervben maradt:
- 1928: Fővárosi Szeretet Otthon (ma: Bajcsy-Zsilinszky Kórház), Budapest, Maglódi út 89-91.[32]